# Hansjörg Lips
Hansjörg Lips (* 10. April 1963) ist ein Schweizer Curler. 

## Karriere
Lips spielte als Skip der Schweizer Mannschaft bei den XV. Olympischen Winterspielen 1988 in Calgary im Curling. Die Mannschaft gewann die olympische Silbermedaille nach einer 2:10-Niederlage im Final gegen Norwegen um Skip Eigil Ramsfjell. Da Curling damals noch eine Demonstrationssportart war, besitzt die Medaille aber keinen offiziellen Status.
Eine Silbermedaille gewann Lips bei der EM 1994 in Sundsvall.

## Erfolge
- 2. Platz Olympische Winterspiele 1988 (Demonstrationswettbewerb)
- 2. Platz Europameisterschaft 1994